# كهف فينغال
كهف فينغال هو كهف بحري في جزيرة ستافا غير المسكونة في هبريدس الداخلية في اسكتلندا، يُعرف هذا الكهف لظاهرة انتقال الصوت فيه الطبيعية. يملك الصندوق الوطني لاسكتلندا الكهف بصفته جزءًا من المحميات الطبيعية الوطنية. أصبح الكهف معروفًا بهذا الاسم تيمنًا بالبطل المسمى في القصيدة الملحمية التي ألفها الشاعر المؤرخ في القرن الثامن عشر جيمس ماكفيرسون.

## التكوين
يتكون كهف فينغال بالكامل من أعمدة البازلت الموصولة سداسية الشكل داخل تدفق الحمم الباليوسينية، ويُشبه في البنية ممر العمالقة في أيرلندا الشمالية وتلك الموجودة في أولفا القريبة.
في كل تلك الحالات، نتج التبريد على السطوح العلوية والسفلية للحمم الصلبة من التقلص والتصدع، ابتداءً بنمط رباعي ممتلئ وانتقالًا إلى نمط تصدع سداسي منتظم مع تصدعات متعامدة على أسطح التبريد. باستمرار التبريد، تتمدد تلك الشقوق تدريجيًا نحو مركز التدفق، مشكلةً الأعمدة السداسية الطويلة التي نراها في المقطع العرضي المتآكل بفعل الأمواج. عُثر على أنماط تصدع سداسية في شقوق التجفاف في الطين حيث يكون التقلص ناتجًا عن فقدان الماء بدلًا من التبريد.

## التاريخ
كان الكهف جزءًا من مقاطعة أولفا التابعة لقبيلة مَكواير منذ تاريخ مبكر وحتى عام 1777، إذ جذب عالم الطبيعة السير جوزيف بانكس اهتمام العالم المتحدث بالإنجليزية للكهف عام 1772.
أصبح الكهف معروفًا باسم فينغال تيمنًا بالبطل المسمى في القصيدة الملحمية التي ألفها الشاعر والمؤرخ الإسكتلندي جيمس ماكفيرسون. شكلت القصيدة جزءًا من دائرة قصائد أوسيان التي تدعي أنها مبنية على القصائد الاسكتلندية الغيلية. في الميثولوجيا الأيرلندية، يُعرف البطل فينغال بـ«فينون» ماك كومهيل، ويُقال إن ماكفيرسون صيّر الاسم ليصبح فينغال (والذي يعني الغريب الأبيض) من خلال سوء فهم للاسم الذي يظهر في اللغة الغيلية القديمة كـ«فين». في أسطورة ممر العمالقة يبني فينون أو فين الممر بين أيرلندا واسكتلندا.

## جولة في معالم الكهف
للكهف مدخل مقنطر كبير مملوء بماء البحر. اجتازت عدة رحلات بحرية للتجول في معالم الكهف، نظمتها شركات محلية من أبريل إلى سبتمبر، مدخل الكهف. في الظروف الهادئة، يمكن للشخص الرسو في مكان الرسو في الجزيرة (كما صرحت تلك الرحلات) ويمشي المسافة القصيرة إلى الكهف، حيث يشكل صف من أعمدة التصدع ممرًا فوق مستوى المياه المرتفعة مجيزًا الاستكشاف سيرًا على الأقدام. من الداخل، يبدو المدخل على شكل جزيرة أيونا على سطح الماء.

## في الفن والأدب
زار المؤلف الرومانسي فيليكس ميندلسون الكهف عام 1829 وكتب تمهيد موسيقي باسم الهيبريدس القطعة 26 (تُعرف أيضًا باسم التمهيد الموسيقي لكهف فينغال) متأثرًا بالصدى الغريب في الكهف. شهر تمهيد ميندلسون الموسيقي الكهف بصفته مقصدًا سياحيًا. من بين الزوار المشهورين للكهف في القرن التاسع عشر الكاتب جول فيرن والذي استخدم الكهف في كتابه الشعاع الأخضر وذُكر الكهف في روايات «رحلة نحو مركز الأرض» و«الجزيرة الغامضة» وقصائد ويليام ووردسورث وجون كيتس وألفريد لورد تينيسون والفنان الرومنسي ج. م. دبليو تيرنر الذي رسم لوحة ستافا، كهف فينغل. زارت الملكة فيكتوريا الكهف أيضًا.
يضع الكاتب المسرحي أوغست ستريندبيرغ مشاهدًا من مسرحيته «مسرحية حلم» في مكان يُدعى غروتا فينغال (كهف فينغال). يصف الروائي الإسكتلندي السير والتر سكوت كهف فينغال «أكثر الأماكن إدهاشًا التي وقعت عليها عيناي. يتجاوز الكهف، من وجهة نظري، كل وصف سمعته عنه... يتكون بالكامل من أعمدة بازلتية تماثل في الارتفاع سقف كاتدرائية، ويغوص عميقًا في الصخر، ويحفه إلى الأبد بحر عميق وضخم ويُرصف، كما هو، برخام متورد اللون، يُحيِّر هذا الكهف كل التوصيفات.
استخدم ماثيو بارني الكهف إلى جانب ممر العمالقة في المشهد الافتتاحي والمشهد الختامي لفيلمه «كريماستر 3». في عام 2008، أمضى فنان الفيديو ريتشارد أشرونان عدة أيام يصور داخل الكهف من أجل عرض في غاليري فوكسال في بولندا. 
تحمل إحدى الأغاني المبكرة لفرقة بينك فلويد اسم الكهف. كُتبت هذه القطعة الموسيقية لفيلم نقطة زابريسكي ولكنها لم تُستخدم.
يوجد في لويد هاوس (منزل الطلبة) في معهد كاليفورنيا للتكنولوجيا جدارية تمثل كهف فينغال. يستضيف الرواق الذي تظهر فيه الجدارية تمثالًا خشبيًا يُمسى فينغال وهو من بين أقدم الممتلكات الموروثة في المعهد.
سجلت فرقة ولفستون الاسكتلندية للروك قطعة موسيقية بعنوان كهف فينغال في ألبومها سيفين الصادر عام 1999.
صُور فيلم «عندما تقرع الاجارس الثمانية» من بطولة أنتوني هوبكينز عن رواية الإسكتلندي أليستار ماكلين في الكهف.

## الأبعاد
- ·  موسوعة وود نوتال لعام 1907: العمق 69 متر والارتفاع 20 متر.
- ·  الراديو الوطني العام: العمق 45 متر والارتفاع 22 متر.
- ·  برنامج كهوف العالم: العمق 85 متر والارتفاع 23 متر.